# Klei

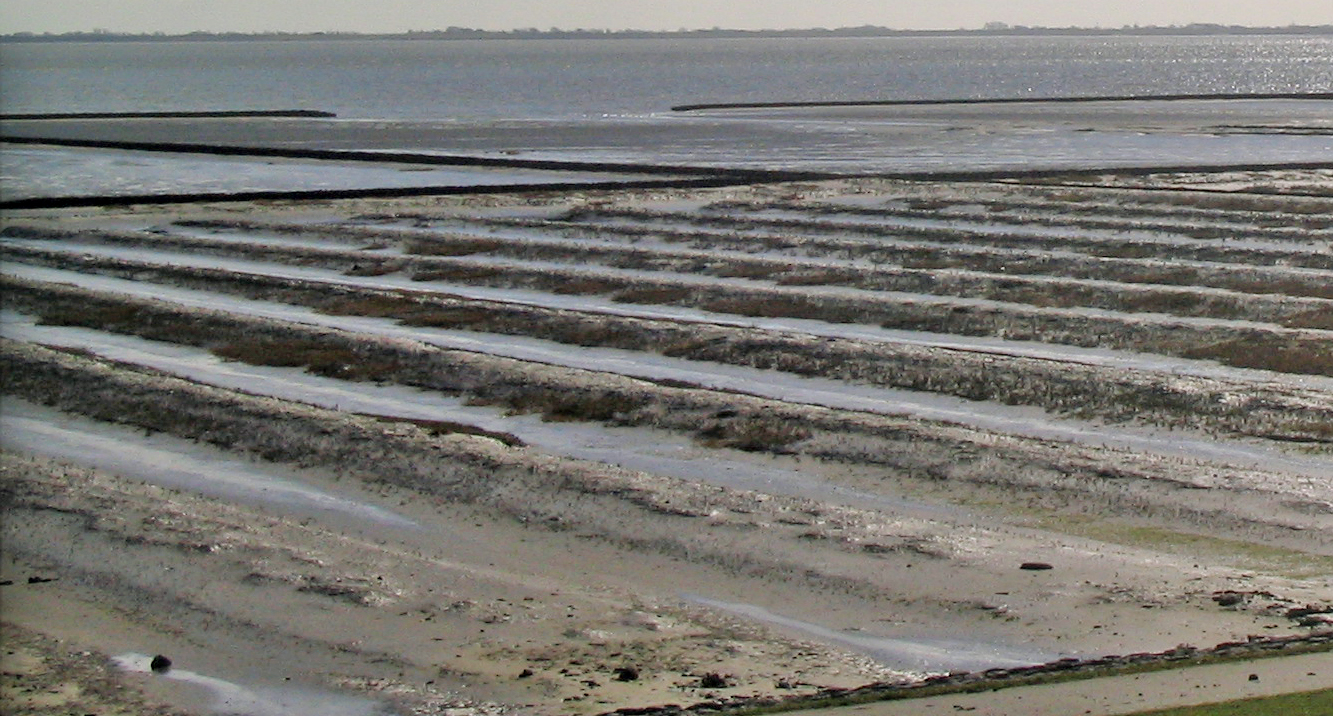
Zur Landgewinnung werden in Lahnungsfeldern parallele Grüppen angelegt, wobei der jährlich abgelagerte Schlick ausgebaggert wird und nach einigen Jahrzehnten zu Kleiboden reift

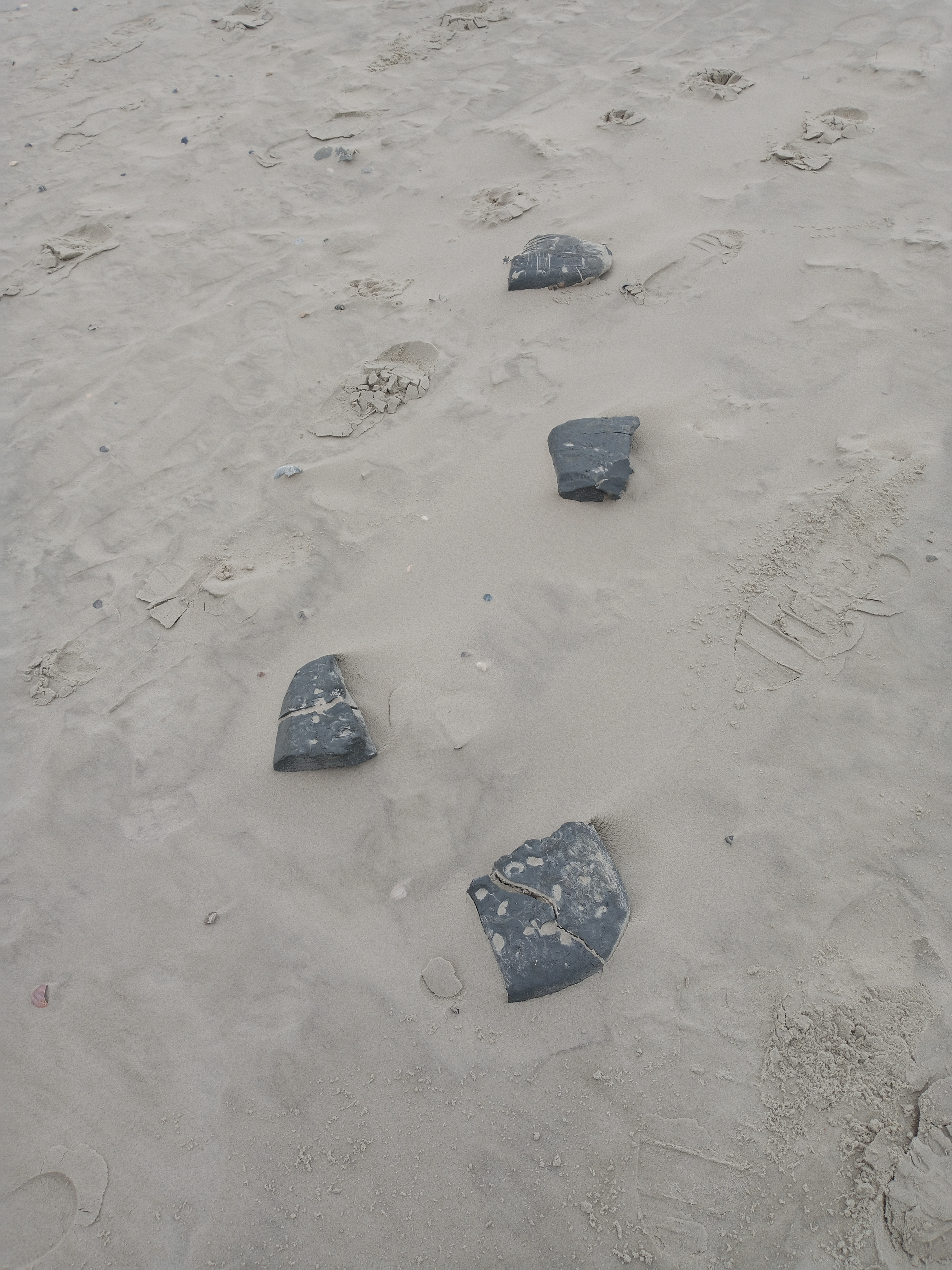
Kleiklumpen, angeschwemmt am Strand von Norderney

Als Klei bezeichnet man entwässerten Schlick, ein extrem feines, marines Sediment, dessen Körnung bis in den tonigen Bereich reichen kann. Das Wort Klei stammt aus dem Mittelniederdeutschen und ist verwandt mit kleben, was ausdrückt, dass Kleiboden dazu neigt, hartnäckig an den Schuhen zu haften.
An der Küste ist der Ursprung des Kleibodens die Sedimentation von Schlickwatt oder Mischwatt, in den Ästuaren kann Klei auch durch Schlickfall und nachfolgende Entwässerung des Sediments entstehen. Teilweise fielen Wattflächen natürlich oder durch Eindeichung trocken, so dass sie heute im Inland als Marschböden vorliegen. Der Boden  setzt sich aus höchstens 50 % Sand zusammen, die Bodenart ist demnach tonig bis schluffig.
Stark bindige Marschböden werden in Norddeutschland als Kleimarsch, Knickmarsch oder Dwogmarsch bezeichnet. In manchen Gegenden bezeichnet man auch bindige Böden anderer Herkunft als Klei.

## Nutzung

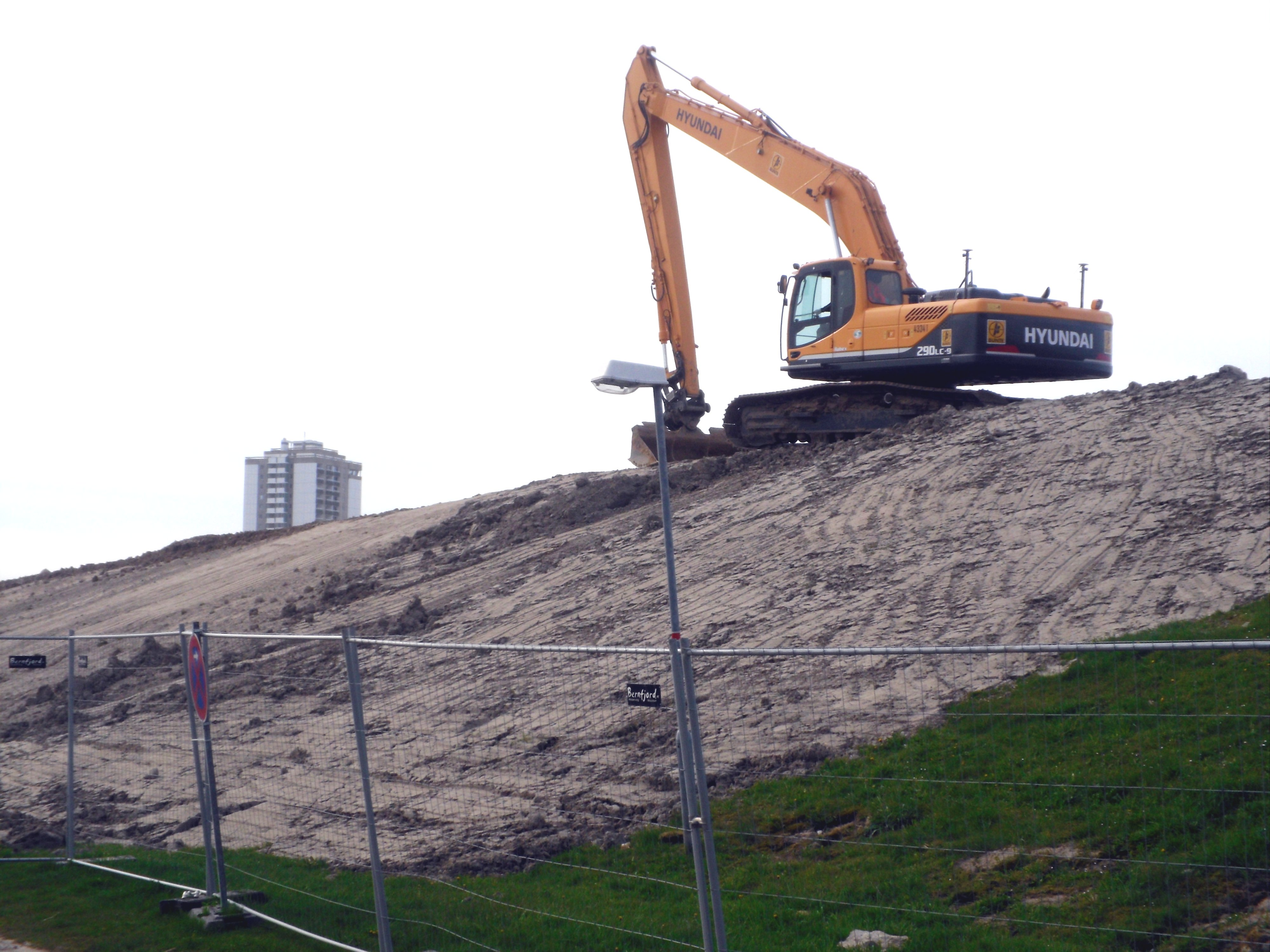
Auftragung der Kleischicht beim Deichbau in Büsum (Nordsee)

Die Kleiböden der Marschen sind generell relativ fruchtbar. Die Bodenwertzahlen einer Kleimarsch liegen zwischen 65 und 70. Sie sind aber auch Minutenböden, die nur kurze Bearbeitungszeiträume im Jahr zulassen.
Wegen seiner hohen Bindigkeit wird Kleiboden traditionell im Deichbau genutzt, ebenso beim Bau von Warften. Bestanden Deiche früher ausschließlich aus Klei, so ist dies heute bei den wesentlich höher und breiter ausgeführten Seedeichen an Nordsee, Unterelbe und Unterweser nicht mehr möglich, weil Kleiboden nur in begrenzter Menge zur Verfügung steht. Moderne Deiche bestehen stattdessen aus einem Sandkern, auf den lediglich eine ein bis zwei Meter dicke Kleischicht aufgetragen wird. Sie ist nicht wasserdicht, verlangsamt aber die landeinwärts gerichtete Wasserströmung so weit, dass das Wasser nur noch sickert, ohne dabei erosiv zu wirken. Das Qualmwasser wird landseitig über Drainagen abgeleitet.
Als Baugrund eignet Kleiboden sich schlecht, da er sich wegen seiner feinen Textur unter Wassereinwirkung verformt und die Gebäude einsacken.
Bis ins 19. Jahrhundert wurden in Lehmgebieten, etwa in Ostfriesland, Kleiwege genutzt.